# Análisis isotópico

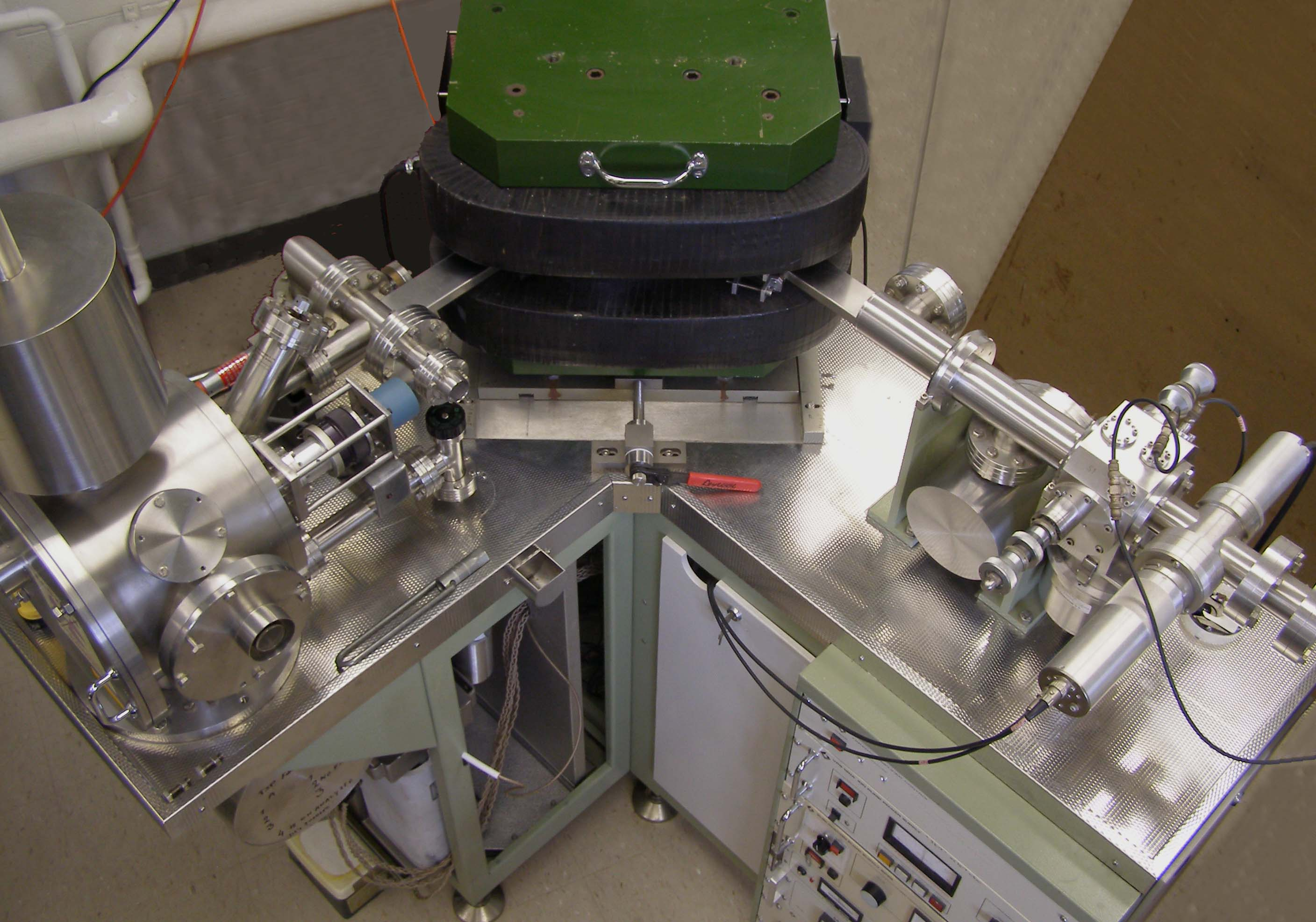
Espectrómetro de masas de sector magnético utilizado en análisis de proporciones de isótopos, mediante ionización térmica.

El análisis isotópico es la identificación de la firma isotópica de una muestra, es decir, la caracterización de la distribución de ciertos isótopos estables de determinados elementos dentro de los compuestos químicos orgánicos e inorgánicos. El análisis de isótopos estables puede utilizarse para conocer el flujo de energía y nutrientes en una red trófica, posibilitando hacer inferencias directas de nivel trófico y de dietas de animales y humanos, para reconstruir condiciones ambientales y climáticas pasadas, para la autenticación de alimentos y una variedad de otros procesos físicos, geológicos, antropológicos, paleontológicos, químicos y forenses. 
Las variaciones en las proporciones del fraccionamiento isotópico (razón) se miden utilizando la espectrometría de masas, procedimiento que separa los diferentes isótopos de un elemento en función de su proporción masa-carga.
En el caso particular del oxígeno, sus proporciones isotópicas son diferencialmente afectadas por patrones climatológicos globales y por la topografía regional, que determinan cómo los isótopos gaseosos son transportados en la atmósfera. Las áreas de humedad más baja causan la pérdida preferente del 18O del agua en forma de vapor y precipitación. Además, el agua con 16O regresa preferentemente al sistema atmosférico cuando se evapora, y en cambio el agua con 18O tiene una mayor tendencia a permanecer en forma líquida o a mantenerse en los fluidos del cuerpo de plantas y animales.

## Efecto en lostejidosorgánicos
Los isótopos de oxígeno se incorporan a los organismos principalmente a través de la ingestión, interviniendo en la formación de los tejidos como pelo, uñas, huesos y dientes (lo que lo hace especialmente útil para propósitos arqueológicos y antropológicos). El oxígeno se incorpora a la hidroxiapatita de los huesos y del esmalte de los dientes. En el caso del pelo y de las uñas, el oxígeno se incorpora en los aminoácidos de la queratina. 
El pelo y las uñas se encuentran en constante crecimiento por lo que proveen información sobre la vida reciente de una persona. El pelo crece, aproximadamente, un centímetro por mes, mientras que las uñas crecen un centímetro cada tres meses. Dependiendo del largo de los mismos, la información obtenida puede representar semanas o hasta años.
El hueso es continuamente remodelado durante la vida de cada individuo. A pesar de que el índice de transformación del oxígeno isotópico en la hidroxiapatita no es conocido exactamente, se supone que es similar al del colágeno; de aproximadamente 10 años. Consiguientemente, las proporciones de oxígeno isotópicas en la hidroxiapatita del hueso de un individuo ubicado en una región determinada durante 10 años o más, reflejará las proporciones de isótopos de oxígeno presentes en aquella región.
Los dientes no son sometidos a renovación continua, por lo que sus proporciones de oxígeno isotópicas quedan fijadas en el instante de su formación, representando las proporciones de la región en la que el individuo nació y se crio. En el caso de las denticiones deciduas (temporales), también es posible determinar la edad en la que un niño abandonó la lactancia, porque la leche materna incorpora el agua del cuerpo de la madre con niveles más altos de 18O (debido a la pérdida preferente de 16O a través del sudor, la orina, y el vapor de agua expirado).
Mientras que los dientes son más resistentes a cambios químicos y físicos con el paso del tiempo que los huesos, ambos están sujetos a diagénesis por deposiciónes posteriores. En tal caso, el análisis isotópico hace uso de los grupos fosfato, mucho más resistentes que los menos abundantes grupos hidroxilo, o que los probablemente más sensibles a efectos diagenéticos grupos carbonato presentes.

## Aplicaciones
El análisis isotópico tiene múltiples aplicaciones en las ciencias naturales, incluyendo la biología, y las ciencias medioambientales y de la Tierra.

### Arqueología

#### Reconstrucción de la palaeodieta
Restos de tejidos recuperados en sitios arqueológicos, como huesos, dientes, residuos orgánicos, cabellos o conchas marinas, pueden ser analizados isotópicamente. La distribución de los isótopos del carbono y del nitrógeno son usados para reconstruir la dieta, y los isótopos del oxígeno suelen determinar el origen geográfico y el paleoambiente. Los isótopos del estroncio y del plomo pueden utilizarse para analizar los movimientos de las poblaciones, hábitos migratorios y movilidad estacional. En arqueología es común combinar elementos en el análisis isotópico para reconstruir la dieta, el cambio en las fuentes de agua, las migraciones, y las interacciones culturales. Por ejemplo, los arqueólogos fueron capaces de confirmar que el crecimiento de la población dentro de la parte alta del Valle de Río Min en Tailandia durante la Edad del Hierro se debió a factores locales más que a la inmigración de otras áreas.
Los isótopos de carbono entran en la cadena alimentaria cuando los herbívoros consumen plantas, y los isótopos de oxígeno se introducen en la cadena alimentaria al consumir agua libre y el agua contenida en la dieta. Examinando la proporción de los isótopos 12C/13C, es posible determinar si los animales comieron predominantemente plantas de los tipos C3 o C4. Fuentes alimentarias potenciales del tipo C3 incluyen el arroz, los tubérculos, las frutas, los frutos secos y muchas verduras, mientras que las fuentes alimentarias del tipo C4 incluyen el mijo y la caña de azúcar. Los de isótopos de carbono también se pueden usar para distinguir entre fuentes de alimentos marinas, de agua dulce y terrestres.
Los isótopos de carbono se pueden medir en el colágeno óseo o en el mineral óseo (hidroxiapatita), y cada una de estas fracciones de hueso se puede analizar para arrojar luz sobre los diferentes componentes de la dieta. El carbono en el colágeno óseo proviene predominantemente de la proteína dietética, mientras que el carbono que se encuentra en el mineral óseo proviene de todo el carbono dietético consumido, incluidos los carbohidratos, los lípidos y las proteínas por lo que la medición de esta fase representará el promedio de la dieta total.
Para obtener un cuadro cuidadoso de palaeodietas, es importante entender los procesos de diagenesis que pueden afectar a la firma isotópica original. Es también importante para el investigador conocer las variaciones de isótopos dentro de cada individuo, entre distintos individuos, y con el transcurso del tiempo.

#### Procedencia de materiales arqueológicos
El análisis isotópico ha sido particularmente útil en arqueología como medio de caracterización. La caracterización de objetos implica determinar la composición isotópica de los materiales (como los instrumentos de metal, por ejemplo) y compararla con la composición isotópica de los metales de minas o yacimientos conocidos. Se ha podido determinar el origen de una amplia gama de materiales arqueológicos como metales, vidrio y pigmentos de plomo utilizando la caracterización isotópica. Particularmente en la Edad del Bronce Mediterránea, el análisis de isótopos de plomo ha sido una herramienta útil para determinar las fuentes de metales y un indicador importante de patrones de comercio. La interpretación de los datos de los isótopos del plomo aun así es a menudo controvertida y afronta retos instrumentales y metodológicos numerosos. Problemas como el mezclado y la reutilización de metales de fuentes diferentes, datos fiables limitados y la contaminación de las muestras pueden constituir problemas difíciles de resolver para lograr una interpretación correcta.

### Ecología
Todos los elementos biológicamente activos existen en un cierto número de formas isotópicas diferentes, de las que dos o más son estables. Por ejemplo la mayoría del carbono está presente como 12C, con aproximadamente un 1% de 13C. La proporción de los dos isótopos puede ser alterada por procesos biológicos y geofísicos , y estas diferencias pueden ser utilizadas de distintas maneras en los estudios ecológicos. 
Los elementos principales utilizados en ecología de isótopos son el carbono, el nitrógeno, el oxígeno, el hidrógeno y el azufre.
Análisis de la proporción entre el 18O y el 16O en las conchas de la almeja del Delta del Colorado permitió evalúar la extensión histórica del estuario del delta del río Colorado con anterioridad a la construcción de los diques situados río arriba.

#### Análisis de isótopos estables en ecosistemas acuáticos
Los isótopos estables se han convertido en un método popular para comprender los ecosistemas acuáticos porque pueden ayudar a los científicos a comprender las redes tróficas marinas. Este análisis también se suele usar, aunque en menor grado, en sistemas terrestres. Ciertos isótopos pueden determinar los distintos productores primarios que forman las bases de las redes tróficas y su posición en los niveles tróficos. Las composiciones de isótopo estables están expresadas en plazos de valores de delta (δ) por mil (‰), es decir, en diferencias de partes por de millar respecto a un estándar. Expresan la proporción de un isótopo en una muestra. Los valores están expresados como:
δX = [(Rmuestra / Restándard) – 1] x 103
donde X representa el isótopo analizado (p. ej., 13C) y R representa la proporción del isótopo analizado y su forma natural (p. ej., 13C/12C). Un valor más alto (menos negativo) de delta indica aumentos en el isótopo de la muestra analizada, respecto al estándar, y más bajo (o más negativo) los valores indican disminuciones. Los materiales de referencia estándares para el carbono, el nitrógeno, y el azufre son la caliza Pee Dee Belamnite (PDB), el gas nitrógeno en la atmósfera (AIR), y el meteorito del Cañón del Diablo (CDT) respectivamente. El análisis es normalmente hecho utilizando un espectrómetro de masa, detectando diferencias pequeñas entre elementos gaseosos. El análisis de una muestra puede costar entre 30 y 100 dólares. Los isótopos estables permiten a los científicos analizar redes tróficas y dietas animales comparando los tejidos animales que soportan un enriquecimiento isotópico fijo (o un agotamiento) contra la dieta. Músculos o fracciones de proteína son el tejido animal más comúnmente utilizado para examinar los isótopos porque representan los nutrientes asimilados en la dieta. La ventaja principal de utilizar el análisis de un isótopo estable como contraste a las observaciones del contenido del estómago, es que en cualquier circunstancia el estado del estómago del animal (vacío o no), el isótopo permite trazar a través de los tejidos su posición en la cadena trófica y sus fuentes alimentarias. Los tres isótopos importantes utilizados en el análisis de la red trófica de ecosistema acuáticos son 13C, 15N y 34S. Aunque cualquiera de los tres facilita información sobre la dinámica trófica, es común efectuar el análisis de al menos dos de los tres isótopos mencionados para obtener un mejor entendimiento de las interacciones tróficas marinas y resultados más concluyentes.

##### 13C
Los isótopos del carbono contribuyen a determinar la fuente de producción primaria responsable del flujo de energía en un ecosistema. La transferencia de 13C a través de los niveles tróficos es relativamente constante, excepto un aumento pequeño (un enriquecimiento < 1 ‰). Diferencias grandes de δ13C entre los animales indican que tienen fuentes alimentarias diferentes o que sus redes tróficas están basadas en productores primarios diferentes (por ejemplo, especies diferente de fitoplancton, o hierbas de pantano.) Debido a que el δ13C indica la fuente original de productores primarios, los isótopos también pueden ayudar a determinar cambios en las dietas, tanto a corto plazo, como a largo plazo o permanentes. Estos cambios pueden incluso correlacionarse con cambios estacionales, reflejando la abundancia de fitoplancton. Los científicos han encontrado que puede haber gamas amplias de valores de δ13C en poblaciones de fitoplancton sobre una región geográfica. No se conocen con seguridad las causas de este hecho, pero hay varias hipótesis para explicarlo. Estas incluyen isótopos de carbono disueltos dentro de balsas inorgánicas (DIC) que pueden variar con la temperatura y la ubicación; y que los índices de crecimiento del fitoplancton pueden afectar a su nivel de asimilación de los isótopos. δ13C ha sido utilizado para determinar la migración de animales juveniles desde las áreas costeras de cría a ubicaciones profundas examinando los cambios en sus dietas. Un estudio realizado por Freír (1983) analizó las composiciones isotópicas en gambas juveniles en el sur de Texas. Encontró que a principios del estudio las gambas presentaban valores isotópicos de δ13C = -11 a -14‰ y 6-8‰ para δ15N y δ34S. Cuando las gambas maduraron y emigraron lejos de la costa, los valores isotópicos cambiaron, pareciéndose al de los organismos de su nuevo hábitat (δ13C= -15‰ y δ15N = 11.5‰ y δ34S = 16‰).

##### 34S
Dado que no hay ningún enriquecimiento de 34S entre niveles tróficos, el isótopo estable puede ser útil para distinguir entre organismos bentónicos y pelágicos; y entre organismos de marisma y fitoplancton. Al igual que el 13C, también puede ayudar a distinguir entre diferentes tipos de fitoplancton como los productores primarios clave en las redes tróficas. Las diferencias entre sulfatos y sulfuros en el agua de mar (~21‰ vs -10‰) facilita estas determinaciones. El azufre tiende a tener más presencia en las áreas menos aeróbicas, como los sistemas bentónicos y las plantas de pantano, que en sistemas pelágicos más aeróbicos. Así, en los sistemas bentónicos, hay valores de δ34S más pequeños.

##### 15N
Los isótopos de nitrógeno indican el nivel trófico de varios organismos marinos (reflejando el instante en el que las muestras de tejido fueron tomadas). Hay un componente de enriquecimiento mayor de δ15N porque su retención es más alta que la del 14N. Esto puede ser observado analizando los residuos de los organismos. La orina del ganado ha mostrado que hay un descenso del 15N relativo a la dieta. Cuando unos organismos ingieren a otros, el isótopo 15N es transferido a los predadores. Así, los organismos situados más arriba en la pirámide trófica acumulan niveles más altos de 15N ( y más altos valores de δ15N) relacionados con sus presas antes de entrar en la red trófica. Los numerosos estudios en ecosistemas marinos han mostrado que en promedio hay un 3.2‰ de enriquecimiento de 15N contra la dieta entre especies de diferente nivel trófico en los ecosistemas. En el mar Báltico, Hansson (1997) encontró analizando una gran variedad de criaturas como partículas de materia orgánica (fitoplancton), zooplancton, camarones, anchoas, eperlanos y arenques; había un fraccionamiento aparente de un 2.4‰ entre consumidores y su presa aparente.
Además del posicionamiento de los organismos en la cadena trófica, los valores de δ15N han sido generalmente utilizados para distinguir entre las fuentes de nutrientes naturales y las derivadas de tierra. Al igual que el agua de los tanques sépticos puede infiltrarse en los acuíferos, el agua rica en nitrógeno se vierte en las áreas costeras. Los nitratos presentes en estas aguas tienen concentraciones más altas de 15N que el nitrato presente de forma natural en zonas costeras sin aportaciones continentales. Para las bacterias, es más conveniente asimilar el 14N que el 15N porque es un elemento más ligero y más fácil de metabolizar. Así, debido a la preferencia de las bacterias cuando actúan en procesos biogeoquímicos como la desnitrificación y la volatilización de amoníaco, el 14N es extraído del agua más rápidamente que el 15N, resultando en un aumento de la proporción de 15N presente en el acuífero. Los valores del 15N se sitúan aproximadamente en el 10-20‰, cuando sus valores naturales oscilan entre el 2-8‰. El nitrógeno inorgánico que es emitido de los tanques sépticos y de otros sistemas de saneamiento humanos normalmente se presenta en forma de NH4+. Una vez que el nitrógeno se introduce en los estuarios a través de vías de agua subterráneas, se cree que el aumento del 15N introducido, también implica un aumento del 15N en la cantidad de nitrógeno inorgánico entregada, lo que a su vez aumenta la asimilación de N por los organismos productores. Incluso así, el 14N es más fácil de metabolizar, porque hay mucho más 15N, y todavía habrá cantidades más altas asimiladas que las normales. Estos niveles de δ15N pueden ser examinados en criaturas que viven en un área determinada y no son migratorios (como macrofitas, almejas e incluso algún pez). Este método de identificar los niveles altos de entrada de nitrógeno se está convirtiendo en un método cada vez más extendido para intentar controlar la entrada de nutrientes a estuarios y ecosistemas costeros. Los directores medioambientales cada vez se preocupan más de medir las entradas antropogénicas de nutrientes a los estuarios porque su exceso puede provocar eutrofización y episodios hipóxicos, eliminando por completo los organismos de un área determinada.

### Forense

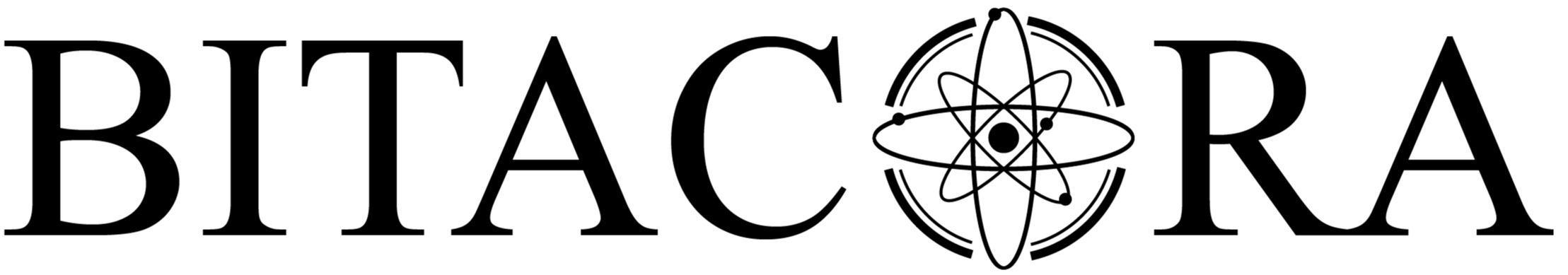
Logo de la Base de Información Isotópica de Tejidos Actuales Como Referencia Argentina

En las ciencias forenses, principalmente en la antropología forense, el análisis isotópico se utiliza mayormente para la asignación de región de origen. Suelen analizarse diferentes compuestos y tejidos humanos. Los resultados de estos análisis deben compararse con otros de bases de datos de referencia. En Argentina existe BITACORA (por sus siglas, Base de Información Isotópica de Tejidos Actuales Como Referencia Argentina).

#### Tejidos Queratinosos
Los tejidos queratinosos son aquellos que se encuentran compuestos por queratina, como por ejemplo, el cabello y las uñas. El cabello tiene un índice de crecimiento reconocible de 9-11 milímetros mm por mes (unos 15 centímetros cm por año). El crecimiento del cabello es principalmente una función de la dieta, especialmente de la ingesta de agua. Las proporciones isotópicas del agua potable son estables, aunque dependen de la ubicación y de la geología del terreno a través del que el agua se infiltra. Las variaciones de 87Sr, 88Sr y de los isótopos del oxígeno son diferentes en todo el mundo. Estas diferencias en proporción isotópica son entonces biológicamente fijadas en el cabello cuando crece, por lo tanto permite devenir identificar historias geográficas recientes mediante el análisis de hebras de cabello. Por ejemplo, sería posible identificar si un sospechoso terrorista recientemente hubiese estado en una ubicación particular mediante el análisis de su cabello. Este análisis del cabello es un procedimiento no invasivo cuyo uso se está extendiendo en aquellos casos en los que el ADN u otros medios tradicionales no aportan respuestas suficientes.

#### Dientes
Los dientes están compuestos por dos fases, una orgánica, la dentina, y una mineral o inorgánica, el esmalte. El análisis isotópico de cada una de estas fases brindará información diferente.
- Dentina

El análisis isotópico de la dentina consiste en la medición de C y N en las fibras colágenas, lo que provee información para la estimación de la dieta.
- Esmalte

El análisis isotópico del esmalte dental consiste en la medición de C y O de la hidroxiapatita, lo que provee información tendiente a la asignación de origen geográfico.

#### Huesos
Al igual que los dientes, los huesos también están compuestos por dos fases, una orgánica, las fibras de colágeno y una mineral o orgánica, la hidroxiapatita. Mediante el análisis isotópico de estas fases se obtiene la misma información que de las fases de los dientes, pero varía la temporalidad. Mientras que la información obtenida de mediciones dentales representará la infancia/adolescencia de la persona (momento en el que se produce la formación dentaria), la obtenida de mediciones isotópicas en hueso representará los últimos años de vida de la persona debido a la remodelación ósea.

#### Explosivos
El análisis de isótopos puede ser utilizado por los detectives forenses para determinar si dos o más muestras de explosivos son de un origen común. Los explosivos contienen carbono, hidrógeno, nitrógeno y átomos de oxígeno. Comparar sus abundancias relativas de isótopos puede revelar la existencia de un origen común. Los investigadores también han demostrado que los análisis de las proporciones de 12C/13C pueden identificar el país de origen de un explosivo dado.

#### Sustancias Psicoactivas
El análisis de isótopos estables también ha sido utilizado en la identificación de rutas de narcotráfico. Las abundancias isotópicas son diferentes en la morfina obtenida de amapolas en el sudeste de Asia y en la obtenida de amapolas crecidas en el suroeste de Asia. De igual forma, es posible averiguar por ejemplo si una muestra de cocaína procede de Bolivia o de Colombia.

### Paleoclimatología
La proporción de 18O y 16O en el hielo y en los núcleos de mar profundo es dependiente de la temperatura, y puede ser utilizada como medida aproximada para reconstruir los cambios en el clima. Durante periodos más fríos de la historia de la Tierra (glaciales) como durante las edades de hielo, el 16O es preferentemente evaporado de los océanos más fríos, dejando el ligeramente más pesado e inactivo 18O atrás. Por lo tanto, organismos como los foraminíferos que combinan el oxígeno disuelto en el agua circundante con carbono y calcio para construir sus conchas, incorporan la proporción entre 18O y 16O dependiente de la temperatura. Cuando estos organismos mueren, se depositan en el lecho marino, preservando un largo e inestimable registro del cambio de clima global a través de una gran parte del período Cuaternario. De modo parecido, núcleos de hielo sobre la tierra están enriquecidos con el más pesado 18O respecto al 16O durante fases climáticas más cálidas (interglaciales), cuando hay más energía disponible para la evaporación del más pesado isótopo 18O. El registro de isótopos del oxígeno preservados en los núcleos de hielo es por tanto un "espejo" del registro contenido en los sedimentos oceánicos.
Los isótopos de oxígeno preservan un registro de los efectos de los ciclos de Milankovitch relacionados con los cambios de clima durante el Cuaternario, revelando un ciclo de aproximadamente 100 000 años en el clima de la Tierra.